# Проспект Карла Маркса (Петрозаводськ)
Проспе́кт Ка́рла Ма́ркса (карел. Karl Marxin prospektu, фін. Karl Marxin valtakatu) — проспект у центральній частині міста Петрозаводська. Проходить від Онезької набережної через площу Кірова до площі Леніна. Нумерація будинків ведеться від набережної Онезького озера. Проспект є однією з найстаріших вулиць міста.
Забудову проспекту між двома площами включено до списку пам'ятників архітектури та взято під державну охорону як приклад ансамблевої забудови 1950-х років. Окрім цього, будинок Музею образотворчих мистецтв Карелії, пам'ятники Карлу Марксу та Фрідріху Енгельсу, Петру I є пам'ятниками федерального значення.
Уздовж проспекту знаходяться три міських парки та бульвар, що робить його однією з найбільш озеленених вулиць міста.

## Назви
За свою понад двохсотрічну історію проспект неодноразово міняв свої назви. Як єдина вулиця сформувався 23 жовтня 1918 року.
Ділянка проспекту від Онезької набережної до Пушкінської вулиці в XVIII столітті називалась Торговою вулицею (по дерев'яному гостинному дворі, що був розташований у нижній частині вулиці). З кінця XVIII століття дана ділянка називалась Петропавловською вулицею, відтак Церковною вулицею і, нарешті, Соборною вулицею. Усі назви пов'язані з Петропавловським собором, а також Воскресенським храмом і Святодуховським собором, що були побудовані згодом. Храми знаходились на даній вулиці.
Ділянка проспекту від Пушкінської вулиці до площі Леніна також змінила низку назв. Спочатку це була частина Повенецького Поштового тракту, відтак частина Санкт-Петербурзького Поштового тракту (назва пов'язана з поштовим трактом на Повенець і Санкт-Петербург, що брав початок у цьому місці).
У грудні 1776 року вулиця отримує назву Нагірна лінія. Її вулиця отримала через особливість свого розташування — на високому березі річки Лососинка. 
Надалі вулиця йменувалась Петербурзькою лінією, у пам'ять про Санкт-Петербурзький Поштовий тракт, що тут раніше проходив.
1786 року в Петрозаводськ приїхала група англійських спеціалістів, на чолі з Карлом Гаскойном, яких поселили на Нагірній лінії. Відтоді вулиця отримала нову назву — Англійська вулиця.
У червні 1884 року та в липні 1885 року Петрозаводськ відвідали великий князь Володимир Олександрович з дружиною великою княгинею Марією Павлівною. На честь цієї значущої події в житті міста Петрозаводська міська рада вирішала перейменувати Англійську вулицю на Маріїнську вулицю, з поваги до княгині.
Після жовтневої революції багато назв вулиць змінили. 23 жовтня 1918 року Соборну вулицю, на честь Соборної площі, та Маріїнську вилицю об'єднали в проспект Карла Маркса — на честь німецького філософа, економіста і так званого «вождя світової революції».
Під час Радянсько-фінської війни 1941—1944 років місто окупувало фінляндське військо. Восени 1941 року штаб Військового управління Східної Карелії дав вказівку про «фінізацію» назв вулиць. Так, 3 листопада 1941 року проспект Карла Маркса за пропозицією начальника Петрозаводського району перейменували на вулицю Маршала (назва пов'язана з маршалом Маннергеймом). 1 грудня 1942 року за рішенням розвідувального відділення колишній проспект Карла Маркса отримує назву вулиця Маннергейма. 31 грудня 1942 року до переліку перейменованих вулиць вносять поправки, колишній проспект отримує назву Головна вулиця. Активно нову назву почали використовувати лише з квітня 1943 року.
Після звільнення міста 28 червня 1944 року вулиці повернули колишню радянську назву — проспект Карла Маркса.